# Mi marido y mi novio
Mi marido y mi novio è un film argentino del 1955, diretto da Carlos Schlieper, tratto da Victorien Sardou e Georges Feydeau.

## Trama
Una donna fa credere al marito infedele che anche lei ha commesso adulterio nei suoi confronti.

## Distribuzione
Il film venne distribuito nelle sale argentine il 24 maggio 1955. Venne distribuito anche in Brasile con il titolo Meu marido e meu noivo.

## Accoglienza critica
Noticias Gráficas scrisse: «Accusa le caratteristiche narrative già proverbiali nei film diretti da Carlos Schlieper, tutti realizzati tenendo conto in primis dell'agilità del racconto, sempre divertente e frivolo». El Mundo giudicò la pellicola «Audace, a tratti piccante ma sempre di buon gusto».
Manrupe e Portela scrissero: «Delia Garcés riappare dopo il suo esilio in questa commedia sottile ed elegante di Schlieper in cui la protagonista canta con lo sguardo di Judy Garland nel film L'allegra fattoria (Summer Stock), di Charles Walters del 1950».